# Эваз
| Название                  | Пра- германское | Древне- английское |
| ------------------------- | --------------- | ------------------ |
| Название                  | *Ehwaz          | E(o)h              |
| Название                  | «лошадь»        |                    |
| Форма                     | Старший футарк  | Футорк             |
| Форма                     |                 |                    |
| Unicode                   | ᛖ U+16D6        | ᛖ U+16D6           |
| Транслитерация            | e               | e                  |
| Транскрипция              | e               | e                  |
| МФА                       | [e(ː)]          | [e(ː)]             |
| Позиция в руническом ряду | 19              | 19                 |

Э́ваз или Э́хваз (ᛖ) — девятнадцатая руна старшего и англосаксонского футарков.
Название руны означает «лошадь», «конь». Предположительно, такое название у неё из-за того, что верхняя часть руны изогнута вниз, из-за чего она напоминает вид на лошадь сбоку.
Означает звук [e].

## В старшем футарке
В старшем футарке называется *Ehwaz, что на прагерманском языке предположительно означает «лошадь» в мужском роде.

## В англосаксонском футарке
В англосаксонском футарке называется «Eh», что на древнеанглийском языке означает «лошадь».

## Упоминание в рунических поэмах
В англосаксонской рунической поэме про неё пишется:
| Название | Оригинал | Перевод № 1 | Перевод № 2                                                  |
| -------- | --- | --- | ------------------------------------------------------------ |
| Eh       | Eh biþ for eorlum · æþelinga wynn, hors hófum wlanc, · þær him hæleþ ymbe welige on wicgum · wrixlaþ spræce ond biþ unstillum · æfre frófor. | Конь перед эрлами — этелингов радость, конь копытами горд — когда о нём герои богатые на скакунах обмениваются речами. И беспокойным он — всегда утешенье | Воинский конь, чья гордость в копытах, радость для человека. |